# オスヴェトニク (潜水艦)
オスヴェトニク (Osvetnik) はユーゴスラビア海軍の潜水艦。オスヴェトニク（またはスメリ）級。
フランス、ナントのロワール造船所で建造。1927年起工。1929年1月14日進水。同年11月26日就役。1929年12月9日に「オスヴェトニク」と「スメリ」はコトル湾に到着した。
1930年、「オスヴェトニク」などユーゴスラビアの潜水艦4隻はベイルートやアレクサンドリアを訪問。1933年9月、「オスヴェトニク」は潜水艦「Nebojša」とともに地中海中央部の南側を巡行した。1935年8月には潜水艦「フラブリ」とともにマルタを、1936年8月には「ネボージャ」とともにコルフ島を訪問した。
1941年4月6日、枢軸国軍によるユーゴスラビア侵攻が始まる。ザダル攻撃支援のための艦隊派遣で「オスヴェトニク」も候補にあがったが、この作戦は4月10日のクロアチア独立国の建国宣言により中止となった。「オスヴェトニク」をエジプトへ脱出させるという提案もあったが、乗員の反対にあい、4月17日に「オスヴェトニク」はコトル湾においてイタリア第17軍団に捕獲されることとなった。
「オスヴェトニク」は「N1」と称された。「N1」（旧「オスヴェトニク」）とともにラ・スペツィアで改装がなされ、司令塔は作り替えられ、40㎜対空砲は撤去されてブレダ13.2㎜機銃が2基搭載された。これにより水上排水量は665英トン (676 t) 、水中排水量は822英トン (835 t) となった。
1941年4月25日、「フランチェスコ・リスモンド (Francesco Rismondo)」と改名。
潜水時の安定性や良好な潜航時間にもかかわらず、艦齢や潜航深度の浅さから用途は訓練や実験用に限られた。最初はポーラの潜水艦学校に、次いでラ・スペツィアの対潜学校に配置された。
イタリアの降伏後、1943年9月14日にボニファシオでドイツに捕獲され、9月18日に沈められた。

## 要目
- 排水量：水上630英トン (640 t)、水中809英トン (822 t)
- 全長：66.5m（218フィート2インチ）
- 幅：5.4m（17フィート9インチ）
- 吃水：3.8m（12フィート6インチ）
- 機関：MANディーゼル機関2基（1,480馬力）、Nancy電動機2基（1,000馬力）、2軸
- 速力：水上14.5ノット、水中9.2ノット
- 兵装：550㎜魚雷発射管6、100㎜砲1、40㎜対空砲1